# Thilo Stralkowski
Thilo Stralkowski (* 2. Mai 1987 in Essen) ist ein deutscher Hockeyspieler. Er wurde 2012 Olympiasieger mit der deutschen Nationalmannschaft in London.

## Sportliche Laufbahn
Seit 2002 war Stralkowski in den Jugendmannschaften des DHB aktiv; 2003 gewann er bei der U16-Europameisterschaft in Barcelona den Titel. 2006 belegte er mit der deutschen Mannschaft den zweiten Platz bei der U21-Europameisterschaft, 2008 kam die Mannschaft auf den dritten Platz.
Der Stürmer debütierte am 8. Februar 2011 im Auftaktspiel der Hallenhockey-Weltmeisterschaft 2011 in der deutschen Hockeynationalmannschaft, am Ende des Turniers wurde er mit der Mannschaft Hallenweltmeister. Auch bei seinen nächsten beiden großen Turnieren gewann er mit dem deutschen Team den Titel: bei der Feldhockey-Europameisterschaft 2011 und bei der Halleneuropameisterschaft 2012. Dazwischen lag ein fünfter Platz bei der Champions Trophy. Bei den Olympischen Spielen 2012 feierte Stralkowski seinen größten Triumph im DHB-Dress: Deutschland gewann die Goldmedaille durch einen Finalsieg über die niederländische Mannschaft.
Insgesamt bestritt Stralkowski 98 Länderspiele – davon 20 in der Halle – und erzielte dabei 68 Tore. (Stand: 8. Februar 2015)
Stralkowski spielt seit seinem 4. Lebensjahr beim HTC Uhlenhorst Mülheim. Er gewann mit seinem Heimatverein 2014 und 2016 den deutschen Meistertitel in der Halle und im jeweils darauffolgenden Jahr (2015 und 2017) auch den Hallen-Europapokal. Nach mehreren vergeblichen Anläufen gewann der Angreifer im Sommer 2018 mit dem HTCU die Deutsche Meisterschaft im Feldhockey.
Im Juni 2018 beendete Stralkowski seine aktive Karriere bei Uhlenhorst Mülheim.

## Nach der Karriere
Schon in den letzten Jahren seiner Laufbahn absolvierte Stralkowski eine Ausbildung zum Piloten. Zuletzt war er bei der Charterlinie Small Planet angestellt, die ihren Hauptsitz in Litauen hat, aber vor allem Passagiere zu den Urlaubsorten am Mittelmeer fliegt. Stralkowski war in Köln/Bonn stationiert.
Im Juli 2020 übernahm Thilo Stralkowski gemeinsam mit seinem langjährigen Mitspieler Johannes Schmitz das Traineramt beim HTC Uhlenhorst Mülheim.